# Divisiones Regionales de la Región de Murcia 2003-04
Las divisiones regionales de fútbol son las categorías de competición futbolística de más bajo nivel en España, en las que participan deportistas amateur, no profesionales. En la Región de Murcia su administración corre a cargo de las Real Federación de Fútbol de la Región de Murcia. Inmediatamente por encima de estas categorías estaba la Tercera División española.
En la temporada 2003-2004 las divisiones regionales se dividen en Territorial Preferente y Primera Territorial. Los tres primeros clasificados de Territorial Preferente ascendieron directamente al grupo XIII de Tercera División.

## Territorial Prefente

### Clasificación
|  |     | Equipos de fútbol         | PJ | Pts | J  | G  | E  | GF | GC  | Dif |
|  | --- | ------------------------- | -- | --- | -- | -- | -- | -- | --- | --- |
|  | 1.  | CD La Unión               | 38 | 83  | 26 | 5  | 7  | 81 | 30  | +51 |
|  | 2.  | CF Santomera              | 38 | 78  | 24 | 6  | 8  | 66 | 35  | +31 |
|  | 3.  | CD Cieza                  | 38 | 77  | 23 | 8  | 7  | 83 | 38  | +45 |
|  | 4.  | AD Ceutí Atlético         | 38 | 72  | 21 | 9  | 8  | 73 | 44  | +29 |
|  | 5.  | Olímpico de Totana        | 38 | 71  | 21 | 8  | 9  | 74 | 35  | +39 |
|  | 6.  | CF Ciudad de Murcia B     | 38 | 70  | 21 | 7  | 10 | 81 | 48  | +33 |
|  | 7.  | EF San Ginés              | 38 | 64  | 20 | 4  | 14 | 82 | 56  | +26 |
|  | 8.  | ED Javalí Viejo - La Ñora | 38 | 61  | 17 | 10 | 11 | 74 | 64  | +10 |
|  | 9.  | CD Beniel                 | 38 | 61  | 16 | 13 | 9  | 67 | 54  | +13 |
|  | 10. | CD Pozo Estrecho          | 38 | 59  | 18 | 5  | 15 | 55 | 55  | 0   |
|  | 11. | AD Cehegín Atlético       | 38 | 48  | 14 | 6  | 18 | 41 | 52  | -11 |
|  | 12. | Deportiva Minera          | 38 | 47  | 13 | 8  | 17 | 56 | 72  | -16 |
|  | 13. | CD Alquerías              | 38 | 44  | 12 | 8  | 18 | 43 | 67  | -24 |
|  | 14. | CD Plus Ultra             | 38 | 44  | 12 | 8  | 18 | 46 | 59  | -13 |
|  | 15. | Nueva Vanguardia CF       | 38 | 43  | 13 | 4  | 21 | 61 | 77  | -16 |
|  | 16. | EF Torre Pacheco          | 38 | 41  | 12 | 5  | 21 | 57 | 70  | -13 |
|  | 17. | Club Edeco Fortuna        | 38 | 39  | 11 | 6  | 21 | 49 | 71  | -22 |
|  | 18. | FC El Raal                | 38 | 33  | 10 | 3  | 25 | 50 | 86  | -36 |
|  | 19. | Blanca CF                 | 38 | 19  | 5  | 4  | 29 | 30 | 105 | -75 |
|  | 20. | UD Paretón                | 38 | 17  | 2  | 11 | 25 | 36 | 87  | -51 |

Pts = Puntos; PJ = Partidos Jugados; G = Partidos Ganados; E = Partidos Empatados; P = Partidos Perdidos; GF = Goles Anotados; GC = Goles Recibidos; Dif = Diferencia de gol
|  | Asciende a Tercera División     |
|  | Desciende a Primera Territorial |

## Primera Territorial

### Clasificación
|  |     | Equipos de fútbol    | PJ | Pts | G  | E | P  | GF | GC  | Dif  |
|  | --- | -------------------- | -- | --- | -- | - | -- | -- | --- | ---- |
|  | 1.  | EMD Lorquí           | 27 | 60  | 19 | 3 | 5  | 88 | 22  | +66  |
|  | 2.  | EF Zeneta            | 27 | 60  | 19 | 3 | 5  | 60 | 25  | +35  |
|  | 3.  | Moratalla CF         | 27 | 55  | 17 | 5 | 5  | 62 | 25  | +37  |
|  | 4.  | Cartagena FC         | 27 | 53  | 16 | 5 | 6  | 47 | 29  | +18  |
|  | 5.  | CD Caudete           | 27 | 47  | 14 | 5 | 8  | 57 | 35  | +22  |
|  | 6.  | Pinatar CF B         | 27 | 47  | 14 | 5 | 8  | 64 | 40  | +24  |
|  | 7.  | AD Cotillas          | 27 | 45  | 12 | 9 | 6  | 58 | 33  | +25  |
|  | 8.  | AD Guadalupe         | 27 | 44  | 13 | 5 | 9  | 63 | 52  | +11  |
|  | 9.  | Algezares CF         | 27 | 41  | 12 | 5 | 10 | 47 | 41  | +6   |
|  | 10. | Bullas CF            | 27 | 35  | 11 | 2 | 14 | 43 | 50  | -7   |
|  | 11. | ADR Mazarrón         | 27 | 24  | 6  | 6 | 15 | 41 | 60  | -19  |
|  | 12. | Atlético Pulpileño   | 27 | 22  | 5  | 7 | 15 | 39 | 63  | -24  |
|  | 13. | La Hoya Deportiva CF | 27 | 12  | 2  | 6 | 19 | 26 | 75  | -49  |
|  | 14. | Muleño CF B          | 27 | 4   | 2  | 1 | 24 | 37 | 145 | -108 |
|  | 15. | AD EF Molina         | 14 | -5  | 0  | 1 | 13 | 9  | 46  | -37  |

Pts = Puntos; PJ = Partidos Jugados; G = Partidos Ganados; E = Partidos Empatados; P = Partidos Perdidos; GF = Goles Anotados; GC = Goles Recibidos; Dif = Diferencia de gol
|  | Asciende a Territorial Preferente |